# ريد ستايسي
ريد ستايسي (بالإنجليزية: Red Stacy)‏ هو لاعب كرة قدم أمريكية أمريكي، ولد في 4 مارس 1912 في هوليس في الولايات المتحدة، وتوفي في 23 أبريل 1998 في لووميس في الولايات المتحدة.

## وصلات خارجية
- ريد ستايسي على موقع مرجع كرة القدم المحترفة.كوم (الإنجليزية)